# ミハウ・ゲデオン・ラジヴィウ

紋章

ミハウ・ゲデオン・ヒェロニム・ラジヴィウ（ポーランド語：Michał Gedeon Hieronim Radziwiłł；リトアニア語：Mykolas Gedeonas Jeronimas Radvila、1778年 - 1850年）は、ポーランド・リトアニアの貴族、軍人、公（帝国諸侯）。ニェボルフその他の領主。ポズナン大公国総督アントニ・ヘンリク・ラジヴィウ公の弟。

## 生涯
ヴィリニュス県知事ミハウ・ヒェロニム・ラジヴィウ公の息子に生まれ、1794年にコシュチュシコ蜂起に参加した。ナポレオン・ボナパルトのポーランド遠征が始まると、フランス側の北部地域軍（同年に成立したワルシャワ公国では歩兵第5連隊）の大佐および司令官となる。グダニスクに包囲に参加後、連隊とともに同市への駐屯を命じられた。1811年、旅団司令官に昇任している。1812年ロシア戦役においては、ジャック・マクドナル麾下の第10軍団において、シャルル・ルイ・グランジャン将軍の率いる「分割ポーランド」旅団の司令官の一人となった。1813年になると、ジャン・ラップ将軍の下でグダニスク防衛戦に加わり、同市の陥落と同時に捕虜となる。1815年、ワルシャワ公国の消滅によって免職処分となり、領地ニェボルフに逼塞した。
1830年から1831年にかけての11月蜂起では、ラジヴィウはポーランド国民政府の閣僚となったほか、何度かポーランド軍の総司令官を務めた。しかしポーランドの敗北とともにロシアに送られ、ヤロスラヴリで抑留生活を送った。1836年にポーランドへの帰国を許され、1850年にワルシャワで死去した。